# Kai Cenat
Kai Cenat III (Bronx, 2001. december 16. –) amerikai streamer, youtuber, aki főleg Twitch-közvetítéseiért ismert. 2022 októberében ő lett a legtöbb feliratkozóval rendelkező Twitch-streamer, majd 2023 februárjában minden idők legtöbb feliratkozóval rendelkező streamere lett, megdöntve Ludwig rekordját. Az AMP youtuber-csoport tagja.

## Fiatalkora
Bronxban nőtt fel, egy haiti apa és egy trinidadi anya gyermekeként.
Eredetileg komikus akart lenni, Facebookon osztott meg rövid videókat általános-, és középiskola idején.

## Pályafutása
Cenat első videóját 2018 januárjában töltötte fel, majd elkezdett egyre több, különböző témájú tartalmat feltölteni. Miután felfedezte őt, a hasonlóan bronxi Fanum, csatlakozott az AMP youtuber-csoporthoz. Ettől kezdve gyakran szerepelt a videóikban. 2021 februárjában kezdett el közvetíteni Twitch-en, főleg más videókra reagált és gaming-tartalmat készített.
Szerepet kapott Polo G 2022-es Distraction című kislemezének videóklipjében. Kai Cenat 2022 májusában adta ki első kislemezét, Bustdown Rollie Avalanche címen, NLE Choppa amerikai rapper közreműködésével.
2022-ben egyre több vendégszereplője volt közvetítéseinek, mint Bobby Shmurda áprilisban, Lil Baby októberben és 21 Savage novemberben, ami segített népszerűségének növekedésében. Ebben az időszakban volt, hogy egy pillanatban 283 245 nézője volt. 2022 októberében jelölték a 12. Streamy Awards-díjátadón az Év streamere és a Feltörekvő streamer díjakra, amik közül a korábbit meg is nyerte. 2022 novemberében szerepelt Lil Uzi Vert Just Wanna Rock című videóklipjében.

## Vitatott esetek
2023. január 5-én Cenatot azzal vádolta Jovi Pena Tiktoker, hogy nem volt hajlandó neki segíteni, miután a streamer által rendezett újévi bulin megerőszakolta őt Cenat egy ismerőse. Pena elmondása szerint megkérdezte Cenatot, hogy elmehet-e a buliról, amire a streamer azt mondta neki, hogy nyugodtan feküdjön le az egyik emeleti szobában, hiszen túl részeg. Pena azt mondta, hogy ezt követően Djigui Seck belépett a szobába „és brutálisan megerőszakolt, míg el nem kezdtem vérezni,” miközben aludt. Pena azzal vádolta Cenatot, hogy nem segített neki a történések után és nem adott neki válaszokat az elkövetőről.
Másnap Cenat egyik streamje közben válaszolt a vádakra, azt mondva, hogy azért nem reagált a nő üzeneteire, mert kapcsolatba lépett ügyvédjeivel és a rendőrséggel. Ezek mellett elmondta, hogy nem akarta, hogy az eset a nyilvánosság elé kerüljön. Ezt azzal követte, hogy Seck mindig is jó barátja volt, de nem tudott az erőszakról és egyik féllel se volt kapcsolatba az események óta.
2023. augusztus 4-én Cenat bejelentette, hogy követőinek ajándékokat fog osztani a manhattani Union Square-en, ahol több ezer követője jelent meg. A New York-i Rendőrkapitányság közbelépett miután zavargás tört ki a környéken. Cenatet és az AMP több tagját az eset után őrizetbe vették.

## Díjak és jelölések
| Év   | Díjátadó         | Kategória           | Eredmény | For.   |
| ---- | ---------------- | ------------------- | -------- | ------ |
| 2022 | 12. Streamy-gála | Az év streamere     | Elnyerte | [ 10 ] |
| 2022 | 12. Streamy-gála | Feltörekvő streamer | Jelölve  | [ 10 ] |

## Diszkográfia

### Kislemezek
| Cím                                                     | Év   | Album                  |
| ------------------------------------------------------- | ---- | ---------------------- |
| Bustdown Rollie Avalanche (NLE Choppa közreműködésével) | 2022 | Nem jelent meg albumon |

## Filmográfia

### Videóklipek
| Év   | Cím             | Előadó(k)                                                                | Szerep | For.   |
| ---- | --------------- | ------------------------------------------------------------------------ | ------ | ------ |
| 2020 | Shoot           | Adot                                                                     | Önmaga |        |
| 2022 | Distraction     | Polo G                                                                   | Önmaga | [ 16 ] |
| 2022 | Just Wanna Rock | Lil Uzi Vert                                                             | Önmaga | [ 17 ] |
| 2022 | Plenty          | FaZe Kaysan, Nardo Wick, G Herbo, Babyface Ray és BIG30 közreműködésével | Önmaga |        |